# Episodi di Castle (settima stagione)
La settima stagione della serie televisiva Castle è stata trasmessa in prima visione assoluta negli Stati Uniti d'America da ABC dal 29 settembre 2014 all'11 maggio 2015.
In Italia la stagione è trasmessa in prima visione satellitare da Fox, canale a pagamento della piattaforma Sky, dal 4 febbraio al 24 giugno 2015.
| nº | Titolo originale             | Titolo italiano          | Prima TV USA      | Prima TV Italia  |
| -- | ---------------------------- | ------------------------ | ----------------- | ---------------- |
| 1  | Driven (2)                   | Scomparso (2)            | 29 settembre 2014 | 4 febbraio 2015  |
| 2  | Montreal                     | Montreal                 | 6 ottobre 2014    | 4 febbraio 2015  |
| 3  | Clear and Present Danger     | L'assassino invisibile   | 13 ottobre 2014   | 11 febbraio 2015 |
| 4  | Child's Play                 | Un'indagine elementare   | 20 ottobre 2014   | 11 febbraio 2015 |
| 5  | Meme is Murder               | Delitti online           | 27 ottobre 2014   | 18 febbraio 2015 |
| 6  | Time of Our Lives            | Il momento più bello     | 10 novembre 2014  | 25 febbraio 2015 |
| 7  | Once Upon a Time in the West | C'era una volta il west  | 17 novembre 2014  | 4 marzo 2015     |
| 8  | Kill Switch                  | Terrore in metropolitana | 24 novembre 2014  | 11 marzo 2015    |
| 9  | Last Action Hero             | L'ultimo grande eroe     | 1º dicembre 2014  | 18 marzo 2015    |
| 10 | Bad Santa                    | Un Babbo Natale cattivo  | 8 dicembre 2014   | 25 marzo 2015    |
| 11 | Castle, P.I.                 | Castle Investigazioni    | 12 gennaio 2015   | 1º aprile 2015   |
| 12 | Private Eye Caramba!         | I rischi del mestiere    | 19 gennaio 2015   | 8 aprile 2015    |
| 13 | I, Witness                   | Testimone                | 2 febbraio 2015   | 15 aprile 2015   |
| 14 | Resurrection                 | Resurrezione (1)         | 9 febbraio 2015   | 22 aprile 2015   |
| 15 | Reckoning                    | Regolamento di conti (2) | 16 febbraio 2015  | 29 aprile 2015   |
| 16 | The Wrong Stuff              | Morte su Marte           | 23 febbraio 2015  | 6 maggio 2015    |
| 17 | Hong Kong Hustle             | La sindrome di Patterson | 16 marzo 2015     | 13 maggio 2015   |
| 18 | At Close Range               | A distanza ravvicinata   | 23 marzo 2015     | 20 maggio 2015   |
| 19 | Habeas Corpse                | Dov'è il corpo?          | 30 marzo 2015     | 27 maggio 2015   |
| 20 | Sleeper                      | La verità                | 20 aprile 2015    | 3 giugno 2015    |
| 21 | In Plane Sight               | Detective tra le nuvole  | 27 aprile 2015    | 10 giugno 2015   |
| 22 | Dead From New York           | È stato ucciso?          | 4 maggio 2015     | 17 giugno 2015   |
| 23 | Hollander's Woods            | Dietro la maschera       | 11 maggio 2015    | 24 giugno 2015   |

## Scomparso(2)
- Titolo originale: Driven (2)
- Diretto da: Rob Bowman
- Scritto da: David Amann

### Trama
Beckett, Alexis, Martha, Ryan ed Esposito si recano sul luogo dove si trova la macchina con cui Castle stava arrivando al matrimonio, in fiamme. Una volta spento l'incendio, Beckett nota che nella vettura non c'è alcun segno di Castle vivo o morto. I detective cominciano le ricerche dello scrittore che è presumibilmente stato rapito, trovando l'auto con cui è stato trasportato, ma che sta per essere demolita. Scoperto che è stato lo stesso Castle a volere che la vettura venisse demolita, le ricerche dello scrittore continuano nonostante i dubbi di Esposito e dell'FBI, che credono in una sua fuga volontaria. Dopo due mesi nei quali Kate continua a cercare il suo promesso sposo, questo viene trovato in una barca dalla guardia costiera americana: quando viene portato in ospedale non ricorda nulla, eccetto un tamponamento e il suo seguente risveglio in ospedale, infatti rimane molto sorpreso quando la fidanzata gli dice che ormai era scomparso da due mesi. Nel frattempo le prove che confermano il coinvolgimento di Castle e la sua volontaria fuga sono sempre di più e anche Beckett se ne sta convincendo. Una volta che Beckett racconta il tutto allo scrittore, questi vuole collaborare al caso finché non viene a galla che il testimone in realtà non è chi dice di essere: questo porta i detective a pensare che, forse, davvero Castle non è consapevole di ciò che gli è successo e che, probabilmente, c'è qualcun altro dietro al rapimento.
- Guest star: Maya Stojan (Tory Ellis), Ryan Sands (Sgt. Taggert), Jon Lindstrom (Agente Connors), Don Stark (Vincent "The Scar" Cardano), Matt Letscher (Henry Jenkins).

## Montreal
- Titolo originale: Montreal
- Diretto da: Alrick Riley
- Scritto da: Andrew W. Marlowe

### Trama
Castle cerca di ricordare ciò che è successo nei due mesi in cui è scomparso e nel frattempo Lanie ed Esposito grazie alla scomparsa di Castle hanno ricominciato a frequentarsi. Durante la presentazione in televisione dei suoi due nuovi romanzi, alla domanda "Cosa ti è successo in quei due mesi?" Castle offre 250.000 dollari a chi gli possa fornire una prova attendibile. Nel frattempo i detective indagano sulla morte di un proprietario di una fabbrica di giocattoli che viene ucciso dal suo assistente poiché quest'ultimo spacciava droga nei prodotti della fabbrica. Dopo varie chiamate e un incontro di persone che davano informazioni false, arriva al distretto una coppia che mostra a Kate e a Castle una foto in cui lui appare davanti alla banca di Montreal. Castle decide di andarci con sua figlia Alexis portando con sé la chiave che aveva quando è stato ritrovato. Arrivati alla banca di Montreal trovano la cassetta di sicurezza e scoprono che conteneva tre schede di memoria con un messaggio per Kate, Alexis e sua mamma. Analizzando il filmato scopre dov'è stato girato e decide di andarci da solo. Lì incontrerà l'uomo con cui è stato durante quei due mesi che gli ricorderà che è stato proprio lui a scegliere di dimenticare.
- Guest star: Matt Letscher (Henry Jenkins), Maya Stojan (Tory Ellis), Lilli Birdsell (Samantha Williger), Gina Ravera (Marsha Stoller), Brian Tichnell (Matt Monroe).

## L'assassino invisibile
- Titolo originale: Clear and Present Danger
- Diretto da: Kate Woods
- Scritto da: Chad Gomez Creasey, Dara Resnik Creasey

### Trama
Will Fairwick viene impalato all'interno del suo appartamento. Il proprietario del club da biliardo Fats Shepherd dice che Will ha fatto un patto con il diavolo, perché credeva che la sua fine fosse vicina. Dopo il suo omicidio in un filmato, si vedono scene strane, come la porta dell'appartamento di Will che si chiude da sola, costringendo i detective a chiedersi se Will non fosse pazzo. Donna, la fidanzata di Will, racconta che il compagno è stato uno studente del MIT, cacciato a causa dello stress. E che il suo lavoro in una compagnia di assicurazioni, insieme con la sua iscrizione all'università, era una copertura per un'agenzia governativa di ricerca tecnologia di occultamento. Will voleva evitare che quella tecnologia cadesse nelle mani sbagliate, ovvero Donna, ed è stato ucciso per questo.
- Guest star: Nick McCallum (William Fairwick), Tate Ellington (Henry Wright), Tom Wright (Fats Shepherd), Maya Stojan (Tory Ellis), Chad Michael Collins (Tom Talmadge).

## Un'indagine elementare
- Titolo originale: Child's Play
- Diretto da: Rob Bowman
- Scritto da: Rob Hanning

### Trama
La squadra di Beckett indaga sull'omicidio dell'uomo dei gelati e per trovare le prove che un bambino potrebbe essere stato un testimone, così Castle va sotto copertura in classe di seconda elementare di una scuola locale per trovarlo.
- Guest star: Elya Baskin (Sergei Vetotchkin), Bess Rous (Natalie Barnes), David Barrera (Principale Silva), Rachel Eggleston (Emily).

## Delitti online
- Titolo originale: Meme is Murder
- Diretto da: Bill Roe
- Scritto da: Jim Adle

### Trama
La squadra indaga sull'omicidio di web celebrity Abby Smith. L'assassino poi posta le foto della sua morte, online e informa la polizia con degli indizi anche per gli omicidi futuri. Castle crede che l'assassino potrebbe essere stato a sua volta una vittima di cyberbullismo. Il video di sorveglianza li porta ad Adam Lane, che ha assunto i co-fondatori di un servizio di condivisione foto in una località segreta. Lane, ha allestito un concorso online per i due, chi ottiene la minor quantità di voti entro 60 minuti muore. Usando delle tattiche psicologiche su Lane, Beckett riesce a convincerlo a rivelare la posizione, il liceo dove ci fu la prima vittima di bullismo. Ryan ed Esposito riescono a raggiungere i prigionieri in tempo.
- Guest star: Maya Stojan (Tory Ellis), Emily Davenport (Abby Smith), Matt Pascua (Carlos Villegas), James Huang (Edward Han).

## Il momento più bello
- Titolo originale: Time of Our Lives
- Diretto da: Paul Holahan
- Scritto da: Terri Edda Miller

### Trama
Castle e Beckett indagano su di un omicidio maturato a causa di un antico amuleto Inca. Durante un'esplosione, lo scrittore recupera l'amuleto ma perde i sensi ritrovandosi così in una realtà alternativa: lui e Kate non si sono mai conosciuti, sua madre è molto più famosa di lui, Esposito e Ryan odiano la sua spavalderia ed esce con una ragazza molto più giovane di lui. Castle chiederà alla polizia di collaborare e cercherà di risolvere il caso con Kate, che comunque non si ricorda di lui. Durante una sparatoria Castle salva la vita a Beckett, e riesce a risvegliarsi nel mondo "reale": confessa così a Beckett che si sente in colpa per essere sparito per due mesi, proponendole di sposarsi il giorno stesso.
- Guest star: Julian Scott Urena (Renzo Conrad), David Francis Harris (Mathias Gensler), Jeffrey Nordling (Marcus Lark), Scott Paulin (Jim Beckett).

## C'era una volta il West
- Titolo originale: Once Upon a Time in the West
- Diretto da: Alrick Riley
- Scritto da: Terence Paul Winter

### Trama
Quando una giovane donna muore per un arresto cardiaco a causa di avvelenamento da digossina, Castle e Beckett devono infiltrarsi in un ranch in Arizona. A New York, Ryan ed Esposito scoprono che la vittima stava cercando i fratelli Peacock, rapinatori di treni che sono stati uccisi nel 1893. Si scopre che i due avevano nascosto dell'oro, Castle e Beckett però trovano solo alcuni resti scheletrici. Trovano anche il killer al ranch. Dopo aver risolto, decidono di rimanere lì alcuni giorni, come parte di un viaggio di nozze improvvisato.
- Guest star: Sarah Butler (Whitney Williams), Hector Hank (Dr. Neville), Tyler Hilton (Tobias), Keith Szarabajka (James Grady).

## Terrore in metropolitana
- Titolo originale: Kill Switch
- Diretto da: Jeannot Szwarc
- Scritto da: David Amann

### Trama
Esposito segue un sospettato di omicidio su un vagone della metropolitana, scoprendo che l'omicida ha una bomba legata al petto, il resto della squadra deve investigarne il motivo. Si scopre che ha anche la possibilità di diffondere il virus H5N1.
- Guest star: Will Rothhaar (Jared Stone), Maya Stojan (Tory Ellis), Nathan Anderson (Brent Reeves), Wendy Braun (Carol Jarvis).

## L'ultimo grande eroe
- Titolo originale: Last Action Hero
- Diretto da: Paul Holahan
- Scritto da: Christine Roum

### Trama
Quando una star di film d'azione degli anni '80 viene misteriosamente assassinata, Castle e Beckett approfondiscono il passato segreto della vittima e risolvono l'indagine con l'aiuto di alcuni attempati eroi del cinema.
- Guest star: Ted McGinley (Brock Harmon)

## Un Babbo Natale cattivo
- Titolo originale: Bad Santa
- Diretto da: Bill Roe
- Scritto da: Chad Gomez Creasey e Dara Resnik Creasey

### Trama
Nel periodo natalizio, un medico viene ucciso da un killer travestito da Babbo Natale. Le indagini portano Castle a contattare un suo vecchio conoscente di una famiglia mafiosa, che gli chiede, attraverso un patto di sangue, di scoprire chi ha ucciso il medico, legato alla sua famiglia. Le indagini portano anche alla scoperta di un altro morto, appartenente a un clan rivale. Nel finale dell'episodio a Castle viene detto che non potrà più collaborare con la polizia di New York per via dei suoi contatti con la malavita.
- Guest Star: Carole Gutierrez (Dr. Deb Lander), Larry Poindexter (Det. McBride), Vincent Spano (Christopher Carlucci), Mo Gallini (Rocco Carducci), Paul Ben-Victor (Dino Scarpella), Alex Frnka (Jane Scarpella).

## Castle Investigazioni
- Titolo originale: Castle, P.I.
- Diretto da: Milan Cheylov
- Scritto da: Rob Hanning

### Trama
Dopo che gli è stato proibito di lavorare al 12° Distretto, Castle ottiene una licenza di investigatore privato e si presenta senza preavviso sulla scena del crimine di Beckett, nella speranza di indagare al suo fianco.
- Guest star: Gia Mora (Shana Baker), Arye Gross (Perlmutter), Tim Griffin (Elliot), Heather McComb (Nicole Morris).

## I rischi del mestiere
- Titolo originale: Private Eye Caramba!
- Diretto da: Hanelle Culpepper
- Scritto da: Adam Frost

### Trama
Quando l'attrice di una telenovela sudamericana viene uccisa, Beckett e il team indagano sul caso. Nel frattempo, Castle viene assunto come investigatore privato per lo stesso caso, ma da un'angolazione diversa.
- Guest star: Daya Vaidya (Sofia Del Cordova), Kamar de los Reyes (Manuel Villalobos), Franco Barberis (Francisco Herrara), Erick Lopez (Marcus Segundo)

## Testimone
- Titolo originale: I, Witness
- Diretto da: Tom Wright
- Scritto da: Terence Paul Winter, Amanda Johns

### Trama
Castle viene ingaggiato da Eva una ex compagna di scuola per indagare sul marito di lei. Lo scrittore scopre che Cole il marito la tradisce, lo comunica a Eva ma quando sta per incontrarla presso la casa di lei intravede dalla finestra che qualcuno l'ha uccisa e sta portando via il corpo. Cerca inutilmente di chiamare Beckett, ma il cellulare non prende e decide di seguire l'auto dell'assassino che si dirige in un bosco. Qui Castle viene colpito alle spalle e sviene. Quando rinviene riesce a contattare Beckett per raccontarle tutto. Risulta però essere testimone di un delitto di cui non si trovano né il cadavere né le tracce dell'omicidio. Convinto che ci sia Cole dietro a tutto, Castle si fa prendere la mano pedinandolo e rischiando la denuncia, mentre Taylor l'amante ha un alibi. Sospetta a un certo punto che Eva abbia inscenato tutto per incastrarlo, ma quando compare il cadavere della donna i dubbi sembrano svanire, ma la polizia scopre che Cole si è impiccato. Le indagini portano al socio dell'uomo, che risultava essere il marito dell'amante di lui. Tuttavia il socio e Eva erano in realtà in combutta per mettere nei guai Cole e l'amante, ma qualcuno è intervenuto prima. Si scopre che anni prima Cole era stato indagato per la morte della sua prima moglie, caso mai risolto, e l'avvocatessa che curava gli interessi di lui e del socio era stata grande amica della prima moglie, aveva convinto la donna e il socio a organizzare la truffa, ma poi quando la donna si stava tirando indietro ha deciso di uccidere entrambi. Castle riconosce che forse non è fatto per fare l'investigatore privato, ma Beckett trova il modo di consolarlo.
- Guest star: Brianna Brown (Eva Whitfield), Ivan Sergei (Cole Whitfield), Gregory Zarian (Scott Galloway), Audrey Marie Anderson (Aubrey Haskins).

## Resurrezione(1)
- Titolo originale: Resurrection
- Diretto da: Bill Roe
- Scritto da: David Amann

### Trama
Quando gli indizi di un omicidio implicano la nemesi di Castle e Beckett, la dottoressa Kelly Nieman, Castle è chiamato a consulto sul caso, ma quando il team approfondirà l'indagine, scoprirà dei collegamenti con Jerry Tyson.
- Guest star: Annie Wersching (dr.ssa Kelly Nieman), Michael Mosley (Jerry Tyson)

## Regolamento di conti(2)
- Titolo originale: Reckoning
- Diretto da: Rob Bowman
- Scritto da: Andrew W. Marlowe

### Trama
Dopo il rapimento di Kate da parte di Tyson e della dottoressa Nieman, la squadra si mette alla ricerca della poliziotta. All'inizio la sfida delle due menti criminali contro Castle e Kate sembra avere la meglio, ma l'indole di Castle si trasforma e questo gli costa un arresto. Tuttavia, supportati dal capitano Gates, e con il rilascio di Castle la squadra riesce a preparare una trappola per Tyson, ritrovare Kate e a chiudere definitivamente la partita tra il Triplo Omicida e Castle.
- Guest star: Annie Wersching (dottoressa Kelly Nieman), Michael Mosley (Jerry Tyson)

## Morte su Marte
- Titolo originale: The Wrong Stuff
- Diretto da: Paul Holahan
- Scritto da: Terri Miller

### Trama
Viene assassinato un astronauta che partecipa a un'elaborata simulazione per preparare una missione su Marte. Il più entusiasta di tutti è Castle, che non vede l'ora di infilarsi una tuta spaziale; la vittima però ha registrato un video in cui si sente osservato sulla superficie simulata del pianeta, ma nessuno pare entrato o uscito dall'ambiente controllato: ecco perché per il team sarà estremamente complicato risolvere il caso. Intanto, presso casa Castle, nuovi cambiamenti sconvolgono la privacy della coppia, così Martha prende una decisione molto importante.
- Guest star: Yves Bright (Tom Richwood), Gwendoline Yeo (Elise Kim), David Clayton Rogers (Viggo Jansen), Sterling K. Brown (Ed Redley), Maxwell Caulfield (Sir Ian Rasher).

## La sindrome di Patterson
- Titolo originale: Hong Kong Hustle
- Diretto da: Jann Turner
- Scritto da: Chad Gomez Creasey

### Trama
Dopo che un uomo viene misteriosamente ucciso in un parco, Castle e Beckett, sollecitati dalla Gates, inseriscono nelle indagini una detective di Hong Kong, la quale, essendo in buoni rapporti con la vittima, possiede importanti informazioni su di essa. Beckett e l'ispettore capo Zhang entrano subito in competizione ma la seconda, avendo una brillante carriera, è in vantaggio. Scavando a fondo sulla personalità della detective di Hong Kong, Beckett, che si vede incompleta, capisce che anche la Zhang è in cerca del proprio equilibrio. Per quanto riguarda la vittima, si scoprono diverse verità su di essa che alla fine permetteranno la risoluzione del caso.
- Guest star: Linda Park (Ispettore Zhang)

## A distanza ravvicinata
- Titolo originale: At Close Range
- Diretto da: Bill Roe
- Scritto da: Jim Adler

### Trama
Il detective Kevin Ryan si trova a fare da scorta a un carismatico deputato durante un evento di beneficenza, quando all'improvviso si sentono degli spari. Determinato a prendere il killer, Ryan deve ripercorrere gli eventi prima della sparatoria con l'aiuto di Castle e Beckett.
- Guest star: Maya Stojan (Tory Ellis), David Conrad (Frank Kelly), Reiko Aylesworth (Mia Lopez), Ricardo Chavira (Alex Lopez), David Andrews (Carl Shelton), Annie Little (Carolyn Decker).

## Dov'è il corpo?
- Titolo originale: Habeas Corpse
- Diretto da: Kate Woods
- Scritto da: Rob Hanning

### Trama
La squadra di Kate indaga sull'omicidio di un avvocato specializzato in risarcimenti. Durante le indagini la squadra, che intanto è impegnata anche in una raccolta fondi della Polizia, viene a scoprire un intreccio che coinvolge un altro legale nonché una casa automobilistica. Intanto le prove per lo spettacolo vanno avanti e la coppia Kate e Richard sfida la coppia formata da Esposito e Ryan, nonostante i timori di Kate derivanti da panico di palcoscenico.
- Guest star: Scott Broderick (Richie Falco), Nikki DeLoach (Annie Klein), Don McManus (Archie “Il Martello” Bronstein), Brian McNamara (Mike Sampson), Meredith Monroe (Elise Resner).

## La verità
- Titolo originale: Sleeper
- Diretto da: Paul Holahan
- Scritto da: David Amann

### Trama
Un misterioso sogno ricorrente guida Castle e Beckett a cercare risposte sui due mesi in cui Castle è scomparso. La ricerca della verità, che sembra essere sempre più vicina, permetterà, in parte, di soddisfare gli obiettivi di Castle e di tutte le persone a lui vicine, anche se avrà conseguenze mortali.
- Guest star: Mackenzie Astin (Phillip Bartlett), Michael Dorn (Dr. Carver Burke), Matt Letscher (Jenkins), Maya Stojan (Tory Ellis).

## Detective tra le nuvole
- Titolo originale: In Plane Sight
- Diretto da: Bill Roe
- Scritto da: Dara Resnik Creasey

### Trama
Mentre Castle e Alexis viaggiano verso Londra, la loro routine di volo viene sconvolta quando l'Air Marshal Kyle Ford viene trovato assassinato. Con l'aiuto di Beckett da New York, Castle e Alexis ingaggiano una corsa contro il tempo per trovare l'assassino prima che svolga il suo piano fatidico e riesca a scendere dall'aereo una volta atterrati.
- Guest star: Paula Newsome (Debbie Parker), Inbar Lavi (Farrah Darwaza), Josh Dean (Jim Kogut), Nick Greene (Aiman Haddad).

## È stato ucciso?
- Titolo originale: Dead From New York
- Diretto da: Jeannot Szwarc
- Scritto da: Terence Paul Winter

### Trama
Quando Sid Ross, il potente creatore di una commedia comica, viene ucciso, Castle e Beckett sono chiamati a indagare. Ma approfondendo sulla vita della vittima e sul mondo stravagante del "Saturday Night Tonight" scoprono un segreto scioccante che può spiegare l'omicidio di Sid.
- Guest star: Carly Rae Jepsen (se stessa), Jaleel White (Mickey Franks), Gregory Harrison (Danny Valentine), James Eckhouse (Gene Vogel), Joy Osmanski (Liz Bell), Mark Rolston (Kurt Van Zant).

## Dietro la maschera
- Titolo originale: Hollander's Woods
- Diretto da: Paul Holahan
- Scritto da: Andrew W. Marlowe, Terri Edda Miller

### Trama
Una morte in un bosco riporta Castle a un evento terrificante e decisivo della sua infanzia: l'incontro con un misterioso assassino mascherato nei boschi di Hollander. L'indagine lo porta all'ossessione, nel tentativo di trovare le risposte mancate per decenni, mentre Beckett affronta un bivio importante della sua vita: la donna infatti sostiene l'esame per essere promossa Capitano distrettuale ma la commissione le chiede di candidarsi come senatrice. Seguendo gli indizi su un uomo sospettato i due si recano da Dr. Van Holtzman e al primo incontro Castle è certo che sia lui il killer ma tutti Kate compresa sono restii a crederci. Alla fine Castle riesce a provare la colpevolezza di Holtzman trovando il luogo in cui faceva sparire i corpi e dopo un faccia a faccia Richard uccide l'uomo sparandogli con la pistola di Kate.
- Guest star: Lance Reddick (Keith Kaufman), Wallace Langham (Dr. Van Holtzman), Cullen Douglas (Noah Lewis), Michael Connelly (se stesso).